# John Hoben
John Grey Hoben (ur. 6 maja 1884 w Nowym Jorku, zm. 5 lipca 1915 tamże) – amerykański wioślarz, srebrny medalista olimpijski.
Wystąpił na igrzyskach olimpijskich w Saint Louis w 1904 roku, gdzie razem z Josephem McLoughlinem wywalczył srebrny medal w dwójce podwójnej. Wyprzedzili ich jedynie John Mulcahy i William Varley. Był to jego jedyny start olimpijski.
Z zawodu był inżynierem. Zmarł w 1915 roku na zapalenie płuc.